# Piotr Zalewski (polityk)
Piotr Tomasz Zalewski (ur. 29 czerwca 1970) – polski menedżer i urzędnik państwowy, w 2007 podsekretarz stanu w Ministerstwie Gospodarki Morskiej.

## Życiorys
Syn byłego wiceprezydenta Szczecina Zbigniewa Zalewskiego. W 1994 ukończył studia na Wyższej Szkole Morskiej w Szczecinie. Później zdobył też podyplomowe wykształcenie z ekonomiki transportu na Uniwersytecie Szczecińskim i ukończył studia typu MBA. Po studiach pracował w dziale eksploatacji statków w Polskiej Żegludze Morskiej, a od 2000 roku jako kierownik działu handlowego w spółce obracającej paliwem dla statków.
25 sierpnia 2007 powołany na stanowisko podsekretarza stanu w Ministerstwie Gospodarki Morskiej. Odwołany z funkcji 28 listopada tego samego roku.